# Friedrich-Wilhelm Möller (Unternehmer, 1931)
Friedrich-Wilhelm Möller (* 14. April 1931 in Lemgo; † 23. Juni 1996) war ein deutscher Möbeldesigner und Unternehmer.

## Leben
Friedrich-Wilhelm Möller wuchs als Sohn eines Schreiners im westfälischen Lemgo auf. Er begann 1944 eine Tischlerlehre, um später den Betrieb seines Vaters übernehmen zu können. 1951 legte er seine Meisterprüfung auf der Schreinerfachschule in Detmold ab. Nach einem Studium der Innenarchitektur war er ab 1961 als freiberuflicher Handelsvertreter für den Polstermöbelhersteller COR tätig. 1963 eröffnete Möller sein eigenes Innenarchitekturbüro für Möbeldesign.

## Werk
Für COR entwarf Möller ein veränderbares, aus Modulen bestehendes Polstermöbelsystem, das 1964 mit dem Namen „Conseta“ (lat. con sedere = zusammensitzen) auf den Markt kam. Es wird bis heute produziert und zählt zu den „Design-Klassikern“. Er baute es auf einem Holzrahmen, bei dem sich Hocker-, Sessel-, Sofa- und Eckteilelemente über Laschen-Keil-Verbindungen zusammensetzen und wieder auseinandernehmen lassen. Die Bezüge werden nicht am Rahmen festgetackert, sondern haben einen Einschlagkeder, der in eine Nut am Gestell gezogen wird, und können vollständig abgezogen werden. 1977 kam eine Schlafcouch hinzu, 1996 ein Hochlehner, ein Jahr später eine so genannte Kuschelecke.
1987 gründete er in Lemgo seine Firma Möller Möbeldesign. Zu den Leitlinien seiner Arbeit habe für Möller „Langlebigkeit der Produkte“, „ästhetische Zeitlosigkeit“ und die „Orientierung am Menschen gehört“.